# Classifica di presenze in Ligue 1
Di seguito è riportata la classifica dei 100 giocatori che nella storia della Division 1/Ligue 1 hanno totalizzato più presenze.

## Classifica
In grassetto sono indicati i calciatori ancora in attività che militano in Ligue 1.
Elenco aggiornato al 6 febbraio 2022.
| Pos. | Naz.                 | Nome                       | Pres. | Reti | Periodo   | Squadre |
| ---- | -------------------- | -------------------------- | ----- | ---- | --------- | --- |
| 1    | Francia (bandiera)   | Mickaël Landreau           | 618   | 0    | 1996-2014 | 335 Nantes, 114 Paris Saint-Germain, 119 Lilla, 50 Bastia                                                         |
| 2    | Francia (bandiera)   | Jean-Luc Ettori            | 602   | 0    | 1975-1994 | 602 Monaco |
| 3    | Francia (bandiera)   | Dominique Dropsy           | 596   | 0    | 1972-1989 | 38 Valenciennes, 372 Strasburgo, 186 Bordeaux                                                                     |
| 4    | Francia (bandiera)   | Dominique Baratelli        | 593   | 0    | 1967-1985 | 107 Ajaccio, 247 Nizza, 239 Paris Saint-Germain                                                                   |
| 5    | Francia (bandiera)   | Alain Giresse              | 587   | 163  | 1970-1988 | 520 Bordeaux, 67 Olympique Marsiglia                                                                              |
| 6    | Francia (bandiera)   | Sylvain Kastendeuch        | 577   | 28   | 1982-2001 | 439 Metz, 105 Saint-Étienne, 33 Tolosa                                                                            |
| 7    | Francia (bandiera)   | Patrick Battiston          | 558   | 39   | 1973-1991 | 181 Metz, 102 Saint-Étienne, 207 Bordeaux, 68 Monaco                                                              |
| 8    | Francia (bandiera)   | Jacques Novi               | 545   | 23   | 1963-1980 | 165 Nîmes, 196 Olympique Marsiglia, 102 Paris Saint-Germain, 82 Strasburgo                                        |
| 9    | Francia (bandiera)   | Roger Marche               | 543   | 1    | 1945-1962 | 301 Stade Reims, 242 RC France                                                                                    |
| 10   | Francia (bandiera)   | Henri Michel               | 533   | 81   | 1966-1982 | 533 Nantes |
| 11   | Francia (bandiera)   | Jean-Paul Bertrand-Demanes | 531   | 0    | 1969-1988 | 531 Nantes |
| 12   | Francia (bandiera)   | Robert Jonquet             | 521   | 9    | 1945-1962 | 502 Stade Reims, 19 Strasburgo                                                                                    |
| 13   | Francia (bandiera)   | Florent Balmont            | 513   | 13   | 2002-2020 | 11 Olympique Lione, 35 Tolosa, 139 Nizza, 253 Lilla, 75 Digione                                                   |
| 14   | Brasile (bandiera)   | Vitorino Hilton            | 512   | 20   | 2003-2021 | 14 Bastia, 122 Lens, 56 Bordeaux, 320 Montpellier                                                                 |
| 15   | Francia (bandiera)   | Patrice Rio                | 509   | 28   | 1969-1987 | 33 Rouen, 436 Nantes, 40 Rennes                                                                                   |
| 16   | Francia (bandiera)   | Sylvain Armand             | 506   | 19   | 2000-2017 | 118 Nantes, 285 Paris Saint-Germain, 103 Rennes                                                                   |
| 17   | Francia (bandiera)   | François Brisson           | 505   | 103  | 1975-1993 | 81 Paris Saint-Germain, 96 Laval, 143 Lens, 38 Strasburgo, 31 Olympique Marsiglia, 28 Olympique Lione, 88 Lilla   |
| 18   | Francia (bandiera)   | Joël Bats                  | 504   | 0    | 1976-1992 | 66 Sochaux, 184 Auxerre, 254 Paris Saint-Germain                                                                  |
| 19   | Francia (bandiera)   | Albert Rust                | 503   | 0    | 1972-1990 | 390 Sochaux, 113 Montpellier                                                                                      |
| 19   | Francia (bandiera)   | Loïc Amisse                | 503   | 86   | 1973-1990 | 503 Nantes |
| 21   | Francia (bandiera)   | Maxime Bossis              | 502   | 20   | 1973-1991 | 413 Nantes, 89 RC France                                                                                          |
| 22   | Francia (bandiera)   | Didier Sénac               | 501   | 19   | 1977-1995 | 275 Lens, 226 Bordeaux                                                                                            |
| 23   | Francia (bandiera)   | Bernard Lacombe            | 497   | 255  | 1969-1987 | 222 Olympique Lione, 32 Saint-Étienne, 243 Bordeaux                                                               |
| 24   | Francia (bandiera)   | Jean-Christophe Thouvenel  | 495   | 8    | 1978-1993 | 34 Paris FC, 399 Bordeaux, 62 Le Havre                                                                            |
| 25   | Francia (bandiera)   | Bruno Martini              | 492   | 0    | 1983-1999 | 65 Nancy, 322 Auxerre, 105 Montpellier                                                                            |
| 26   | Francia (bandiera)   | Daniel Congré              | 490   | 14   | 2004-2021 | 201 Tolosa, 289 Montpellier                                                                                       |
| 27   | Francia (bandiera)   | Bernard Lama               | 489   | 2    | 1985-2001 | 103 Lilla, 38 Metz, 38 Brest, 36 Lens, 242 Paris Saint-Germain, 32 Rennes                                         |
| 28   | Francia (bandiera)   | Philippe Anziani           | 486   | 99   | 1978-1994 | 153 Sochaux, 64 Monaco, 71 Nantes, 33 RC France, 133 Tolone, 32 Martigues                                         |
| 28   | Francia (bandiera)   | Claude Puel                | 486   | 4    | 1978-1996 | 486 Monaco |
| 30   | Francia (bandiera)   | Philippe Bergerôo          | 485   | 0    | 1971-1988 | 133 Bordeaux, 180 Lilla, 172 Tolosa                                                                               |
| 30   | Francia (bandiera)   | Daniel Bravo               | 485   | 76   | 1980-1999 | 112 Nizza, 122 Monaco, 217 Paris Saint-Germain, 14 Olympique Lione, 20 Olympique Marsiglia                        |
| 30   | Francia (bandiera)   | Franck Silvestre           | 485   | 32   | 1985-2003 | 208 Sochaux, 160 Auxerre, 101 Montpellier, 16 Bastia                                                              |
| 33   | Francia (bandiera)   | André Chorda               | 484   | 17   | 1957-1974 | 264 Nizza, 220 Bordeaux                                                                                           |
| 34   | Francia (bandiera)   | Marcel Aubour              | 482   | 0    | 1960-1977 | 153 Olympique Lione, 96 Nizza, 86 Rennes, 147 Stade Reims                                                         |
| 35   | Francia (bandiera)   | Raymond Kaelbel            | 479   | 42   | 1950-1969 | 222 Strasburgo, 159 Monaco, 28 Le Havre, 70 Stade Reims                                                           |
| 36   | Francia (bandiera)   | Francis Piasecki           | 478   | 96   | 1970-1986 | 47 Metz, 2 Valenciennes, 67 Sochaux, 68 Paris Saint-Germain, 294 Strasburgo                                       |
| 36   | Francia (bandiera)   | Jimmy Briand               | 478   | 102  | 2002-     | 169 Rennes, 110 Olympique Lione, 106 Guingamp, 93 Bordeaux                                                        |
| 38   | Francia (bandiera)   | Léonard Specht             | 477   | 21   | 1972-1989 | 319 Strasburgo, 158 Bordeaux                                                                                      |
| 39   | Francia (bandiera)   | Serge Chiesa               | 475   | 120  | 1969-1983 | 475 Olympique Lione                                                                                               |
| 40   | Francia (bandiera)   | Pascal Olmeta              | 474   | 0    | 1982-1997 | 45 Bastia, 76 Tolone, 138 RC France, 84 Olympique Marsiglia, 131 Olympique Lione                                  |
| 41   | Francia (bandiera)   | Laurent Batlles            | 473   | 41   | 1993-2012 | 150 Tolosa, 70 Bordeaux, 28 Rennes, 38 Bastia, 49 Olympique Marsiglia, 70 Grenoble, 68 Saint-Étienne              |
| 42   | Francia (bandiera)   | Pierre Bernard             | 470   | 0    | 1952-1969 | 91 Bordeaux, 114 Sedan, 64 Nîmes, 138 Saint-Étienne, 63 Red Star                                                  |
| 43   | Francia (bandiera)   | Grégory Coupet             | 467   | 0    | 1993-2011 | 66 Saint-Étienne, 370 Olympique Lione, 31 Paris Saint-Germain                                                     |
| 44   | Francia (bandiera)   | Bernard Zénier             | 466   | 130  | 1974-1991 | 232 Metz, 144 Nancy, 25 Bordeaux, 65 Olympique Marsiglia                                                          |
| 45   | Francia (bandiera)   | Jean-Noël Huck             | 465   | 38   | 1968-1985 | 107 Strasburgo, 236 Nizza, 32 Paris FC, 60 Paris Saint-Germain, 30 Mulhouse                                       |
| 46   | Francia (bandiera)   | Steve Mandanda             | 464   | 0    | 2007-     | 464 Olympique Marsiglia                                                                                           |
| 47   | Francia (bandiera)   | Yves Chauveau              | 461   | 0    | 1966-1982 | 420 Olympique Lione, 41 Monaco                                                                                    |
| 47   | Francia (bandiera)   | Manuel Amoros              | 461   | 41   | 1980-1995 | 287 Monaco, 108 Olympique Marsiglia, 66 Olympique Lione                                                           |
| 49   | Francia (bandiera)   | Étienne Didot              | 460   | 26   | 2001-2019 | 152 Rennes, 226 Tolosa, 82 Guingamp                                                                               |
| 50   | Francia (bandiera)   | Dominique Rustichelli      | 459   | 117  | 1952-1970 | 138 Olympique Marsiglia, 50 Sedan, 17 Strasburgo, 11 Stade Reims, 114 Nizza, 59 Stade Français, 7 Lilla, 63 Rouen |
| 51   | Francia (bandiera)   | Philippe Vercruysse        | 458   | 102  | 1980-1997 | 210 Lens, 64 Bordeaux, 99 Olympique Marsiglia, 59 Nîmes, 26 Metz                                                  |
| 52   | Francia (bandiera)   | Dimitri Payet              | 457   | 95   | 2005-     | 33 Nantes, 129 Saint-Étienne, 71 Lilla, 224 Olympique Marsiglia                                                   |
| 53   | Francia (bandiera)   | Yannick Stopyra            | 456   | 132  | 1977-1992 | 176 Sochaux, 37 Rennes, 148 Tolosa, 34 Bordeaux, 37 Cannes, 24 Metz                                               |
| 53   | Francia (bandiera)   | Philippe Gaillot           | 456   | 132  | 1984-2002 | 423 Metz, 33 Valenciennes                                                                                         |
| 55   | Francia (bandiera)   | Pierre Dréossi             | 454   | 4    | 1978-1992 | 180 Lilla, 70 Sochaux, 84 Nizza, 18 Paris Saint-Germain, 102 Cannes                                               |
| 56   | Argentina (bandiera) | Delio Onnis                | 449   | 299  | 1971-1986 | 65 Stade Reims, 200 Monaco, 110 Tours, 74 Tolone                                                                  |
| 57   | Francia (bandiera)   | Jean-François Domergue     | 445   | 55   | 1975-1990 | 107 Bordeaux, 74 Lilla, 38 Olympique Lione, 112 Tolosa, 73 Olympique Marsiglia, 41 Caen                           |
| 58   | Francia (bandiera)   | Paul Le Guen               | 444   | 21   | 1984-1998 | 120 Brest, 76 Nantes, 248 Paris Saint-Germain                                                                     |
| 59   | Francia (bandiera)   | René Girard                | 442   | 44   | 1972-1988 | 202 Nîmes, 240 Bordeaux                                                                                           |
| 59   | Francia (bandiera)   | Daniel Xuereb              | 442   | 105  | 1977-1993 | 95 Olympique Lione, 164 Lens, 80 Paris Saint-Germain, 65 Montpellier, 18 Olympique Marsiglia, 20 Tolone           |
| 61   | Francia (bandiera)   | André Betta                | 440   | 56   | 1963-1979 | 144 Rouen, 24 Bordeaux, 131 Rennes, 64 Metz, 77 Stade Reims                                                       |
| 61   | Francia (bandiera)   | Marius Trésor              | 440   | 12   | 1969-1984 | 93 Ajaccio, 254 Olympique Marsiglia, 93 Bordeaux                                                                  |
| 61   | Francia (bandiera)   | Charles Orlanducci         | 440   | 13   | 1969-1986 | 420 Bastia, 20 Red Star                                                                                           |
| 64   | Francia (bandiera)   | Joseph Ujlaki              | 438   | 190  | 1947-1964 | 7 Stade Français, 44 Sète, 92 Nîmes, 133 Nizza, 162 RC France                                                     |
| 65   | Francia (bandiera)   | Alain Fiard                | 437   | 28   | 1979-1993 | 150 Bastia, 105 Auxerre, 182 Lilla                                                                                |
| 66   | Francia (bandiera)   | Éric Sikora                | 433   | 19   | 1985-2004 | 433 Lens |
| 67   | Francia (bandiera)   | Raymond Domenech           | 432   | 15   | 1970-1984 | 246 Olympique Lione, 127 Strasburgo, 19 Paris Saint-Germain, 40 Bordeaux                                          |
| 68   | Francia (bandiera)   | Richard Krawczyk           | 431   | 35   | 1963-1978 | 207 Lens, 49 Metz, 175 Stade Reims                                                                                |
| 68   | Francia (bandiera)   | André Kabile               | 431   | 7    | 1964-1979 | 431 Nîmes |
| 70   | Francia (bandiera)   | Philippe Hinschberger      | 430   | 55   | 1977-1992 | 430 Metz |
| 71   | Francia (bandiera)   | Christian Lopez            | 429   | 28   | 1971-1985 | 350 Saint-Étienne, 79 Tolosa                                                                                      |
| 72   | Francia (bandiera)   | Gérard Soler               | 428   | 129  | 1972-1987 | 162 Sochaux, 28 Monaco, 91 Bordeaux, 58 Tolosa, 32 Strasburgo, 23 Bastia, 13 Lilla, 21 Rennes                     |
| 72   | Francia (bandiera)   | Stéphane Ruffier           | 428   | 0    | 2006-     | 113 Monaco, 315 Saint-Étienne                                                                                     |
| 74   | Francia (bandiera)   | Jean-Jacques Marcel        | 426   | 73   | 1949-1964 | 116 Sochaux, 158 Olympique Marsiglia, 31 Tolone, 121 RC France                                                    |
| 74   | Francia (bandiera)   | Anthony Réveillère         | 426   | 5    | 1997-2013 | 140 Rennes, 286 Olympique Lione                                                                                   |
| 74   | Francia (bandiera)   | Rio Mavuba                 | 426   | 6    | 2003-2017 | 127 Bordeaux, 299 Lilla                                                                                           |
| 77   | Francia (bandiera)   | Fleury Di Nallo            | 425   | 187  | 1960-1975 | 413 Olympique Lione, 12 Red Star                                                                                  |
| 78   | Francia (bandiera)   | René Domingo               | 423   | 37   | 1949-1964 | 423 Saint-Étienne                                                                                                 |
| 78   | Francia (bandiera)   | Stéphane Bruey             | 423   | 139  | 1950-1966 | 44 RC France, 81 Monaco, 254 Angers, 44 Olympique Lione                                                           |
| 78   | Francia (bandiera)   | Jean-Marc Ferreri          | 423   | 86   | 1980-1994 | 220 Auxerre, 168 Bordeaux, 19 Olympique Marsiglia, 16 Martigues                                                   |
| 78   | Francia (bandiera)   | Yvon Pouliquen             | 423   | 10   | 1982-1996 | 146 Brest, 76 Laval, 75 Saint-Étienne, 126 Strasburgo                                                             |
| 78   | Senegal (bandiera)   | Souleymane Camara          | 423   | 62   | 2001-2020 | 59 Monaco, 13 Guingamp, 31 Nizza, 320 Montpellier                                                                 |
| 83   | Francia (bandiera)   | Philippe Jeannol           | 422   | 49   | 1975-1991 | 240 Nancy, 182 Paris Saint-Germain                                                                                |
| 83   | Francia (bandiera)   | Philippe Mahut             | 422   | 8    | 1976-1993 | 54 Troyes, 135 Metz, 65 Saint-Étienne, 100 RC France, 68 Le Havre                                                 |
| 83   | Francia (bandiera)   | Frédéric Meyrieu           | 422   | 55   | 1985-2002 | 34 Olympique Marsiglia, 17 Le Havre, 7 Bordeaux, 95 Tolone, 124 Lens, 145 Metz                                    |
| 86   | Francia (bandiera)   | René Hauss                 | 421   | 10   | 1949-1967 | 421 Strasburgo |
| 86   | Francia (bandiera)   | Jean Vincent               | 421   | 119  | 1950-1964 | 154 Lilla, 267 Stade Reims                                                                                        |
| 86   | Francia (bandiera)   | Jean-François Jodar        | 421   | 13   | 1970-1983 | 156 Stade Reims, 134 Olympique Lione, 131 Strasburgo                                                              |
| 89   | Francia (bandiera)   | Jérémy Morel               | 420   | 10   | 2006-     | 142 Lorient, 120 Olympique Marsiglia, 105 Olympique Lione, 21 Rennes                                              |
| 90   | Francia (bandiera)   | Arnaud Dos Santos          | 419   | 43   | 1966-1981 | 120 Rouen, 28 Monaco, 72 Bordeaux, 99 Troyes, 100 Lilla                                                           |
| 91   | Francia (bandiera)   | Jean-Pierre Brucato        | 418   | 1    | 1962-1979 | 63 Rennes, 102 Ajaccio, 219 Stade Reims, 34 Angers                                                                |
| 91   | Francia (bandiera)   | René Le Lamer              | 418   | 0    | 1966-1980 | 34 Nantes, 141 Ajaccio, 177 Troyes, 66 Angers                                                                     |
| 91   | Francia (bandiera)   | Jérôme Leroy               | 418   | 45   | 1996-2012 | 121 Paris Saint-Germain, 47 Olympique Marsiglia, 28 Guingamp, 46 Lens, 30 Sochaux, 127 Rennes, 19 Évian TG        |
| 91   | Francia (bandiera)   | Mathieu Bodmer             | 418   | 41   | 2003-2020 | 135 Lilla, 68 Olympique Lione, 63 Paris Saint-Germain, 14 Saint-Étienne, 80 Nizza, 10 Guingamp, 48 Amiens         |
| 95   | Francia (bandiera)   | Dominique Rocheteau        | 417   | 145  | 1972-1989 | 153 Saint-Étienne, 204 Paris Saint-Germain, 60 Tolosa                                                             |
| 96   | Francia (bandiera)   | Maryan Wisnieski           | 415   | 113  | 1953-1969 | 277 Lens, 48 Saint-Étienne, 90 Sochaux                                                                            |
| 97   | Francia (bandiera)   | Roger Lemerre              | 414   | 25   | 1961-1975 | 213 Sedan, 69 Nantes, 75 Nancy, 57 Lens                                                                           |
| 98   | Francia (bandiera)   | Alain Roche                | 413   | 21   | 1985-2002 | 159 Bordeaux, 25 Olympique Marsiglia, 76 Auxerre, 153 Paris Saint-Germain                                         |
| 98   | Francia (bandiera)   | Jean-Guy Wallemme          | 413   | 10   | 1986-2002 | 349 Lens, 13 Sochaux, 51 Saint-Étienne                                                                            |
| 98   | Francia (bandiera)   | Frédéric Da Rocha          | 413   | 45   | 1995-2010 | 383 Nantes, 30 Boulogne                                                                                           |

## Classifica di presenze dei calciatori in attività
Elenco aggiornato al 6 febbraio 2022.
| Pos. | Naz.               | Nome              | Pres. | Reti | Periodo | Squadre                                                              |
| ---- | ------------------ | ----------------- | ----- | ---- | ------- | -------------------------------------------------------------------- |
| 1    | Francia (bandiera) | Jimmy Briand      | 478   | 102  | 2002-   | 169 Rennes, 110 Olympique Lione, 106 Guingamp, 93 Bordeaux           |
| 2    | Francia (bandiera) | Steve Mandanda    | 464   | 0    | 2007-   | 464 Olympique Marsiglia                                              |
| 3    | Francia (bandiera) | Dimitri Payet     | 457   | 95   | 2005-   | 33 Nantes, 129 Saint-Étienne, 71 Lilla, 224 Olympique Marsiglia      |
| 4    | Francia (bandiera) | Jérémy Morel      | 420   | 10   | 2006-   | 142 Lorient, 120 Olympique Marsiglia, 105 Olympique Lione, 21 Rennes |
| 5    | Francia (bandiera) | Nicolas Penneteau | 411   | 0    | 1998-   | 145 Bastia, 266 Valenciennes                                         |

## Classifica di presenze di Ligue 1 con un'unica squadra
| Pos. | Nazione            | Nome                       | Pres. | Reti | Anni                            | Squadra             |
| ---- | ------------------ | -------------------------- | ----- | ---- | ------------------------------- | ------------------- |
| 1    | Francia (bandiera) | Jean-Luc Ettori            | 602   | 0    | 1975-1994                       | Monaco              |
| 2    | Francia (bandiera) | Henri Michel               | 533   | 81   | 1966-1982                       | Nantes              |
| 3    | Francia (bandiera) | Jean-Paul Bertrand-Demanes | 531   | 0    | 1969-1988                       | Nantes              |
| 4    | Francia (bandiera) | Alain Giresse              | 520   | 158  | 1970-1986                       | Bordeaux            |
| 5    | Francia (bandiera) | Loïc Amisse                | 503   | 86   | 1973-1990                       | Nantes              |
| 6    | Francia (bandiera) | Robert Jonquet             | 502   | 9    | 1945-1960                       | Stade Reims         |
| 7    | Francia (bandiera) | Claude Puel                | 486   | 4    | 1978-1996                       | Monaco              |
| 8    | Francia (bandiera) | Serge Chiesa               | 475   | 120  | 1969-1983                       | Olympique Lione     |
| 9    | Francia (bandiera) | Steve Mandanda             | 464   | 0    | 2007-                           | Olympique Marsiglia |
| 10   | Francia (bandiera) | Sylvain Kastendeuch        | 439   | 13   | 1982-1984, 1985-1990, 1994-2001 | Metz                |